# باسيل ميزاردونايتس
باسيل ميزاردونايتس كان الكتبان البيزنطي على إيطاليا من 1010 حتى 1016 أو 1017. خلف الكتبان كوركواس الذي قتل في معركة خلال التمرد اللومباري. فور وصول ميزاردونايتس إلى إيطاليا، حاصر التمرد في باري ونجح في القضاء عليه.